# Revolutionary Communist Party of Britain (Marxist–Leninist)
Die Revolutionary Communist Party of Britain (Marxist–Leninist) (RCPB-ML) (deutsch Revolutionäre Kommunistische Partei Großbritanniens (Marxistisch-Leninistisch)) ist eine britische kommunistische Kleinpartei.
1972 als Communist Party of England (Marxist–Leninist) (CPE-ML) (deutsch Kommunistische Partei Englands (Marxistisch-Leninistisch)) gegründet, nahm sie 1979 ihren noch bis heute gültigen Namen an.

## Geschichte

### Vorgeschichte
Die RCPB-ML hat ihren Ursprung in der an der University of Sussex gegründeten Gruppierung English Student Movement, welche Verbindungen zu den von Hardial Bains geführten "Internationalists" in Kanada hatte. 1970 wurde die Gruppe in English Communist Movement (Marxist-Leninist) umbenannt.

### Gründung und 1970er Jahre
Im März 1972 wurde aus dieser Gruppe die Kommunistische Partei Englands (Marxisten-Leninisten).
Im Kontext der Folgen des XX. Parteitags der KPdSU wie der Entstalinisierung und dem Chinesisch-sowjetischen Zerwürfnis stellte sich CPE-ML auf die Seite der Volksrepublik China unter Mao Zedong. In Folge der chinesischen Reform- und Öffnungspolitik seit Ende der 1970er Jahre orientierte sich die CPC (ML) ideologisch fortan vor allem an der Partei der Arbeit Albaniens (PdAA) unter Enver Hoxha und entwickelte enge Beziehungen zu dieser.
Der CPE-ML machte in den ersten beiden Jahren ihres Bestehens vor allem durch gewalttätige Aktionen und entsprechendes Vorgehen der Justiz auf sich aufmerksam. Im Mai 1973 initiierten Mitglieder der der Partei angeschlossenen Gruppe "Birmingham Student Movement" einen Angriff auf Hans Jürgen Eysenck an der London School of Economics and Political Science. Im Januar 1974 wurden vier Mitglieder der Partei des Besitzes von Benzinbomben und des Angriffs auf Polizisten für schuldig befunden. Mindestens ein Mitglied war im Vorjahr wegen gefährlicher Körperverletzung und Körperverletzung zu fünf Jahren Haft verurteilt worden.
1974 verlor die CPE-ML nach dem Ausschluss einiger bekannter Mitglieder und folgenden Solidaritätsaustritten rund ein Zehntel ihrer Mitgliedschaft.
In den 1970er Jahren hatte die Partei Verbindungen ins Musikmilieu und konnte Komponisten wie Cornelius Cardew und Michael Chant als Mitglieder gewinnen.

### 1980er Jahre bis heute
1979 wurde die CPE-ML in Revolutionary Communist Party of Britain (Marxist–Leninist) umbenannt.

## Politische Positionen
Trotz eigener Wahlteilnahmen fordert die RCPB (ML) das Ende des Parteiensystems und tritt stattdessen für Arbeiter- und Volkskollektive ein, welche direkt in den politischen Prozess eingreifen sollen. Die Partei hat ein System kollektiver Führung und ihr Generalsekretär ist Michael Chant.
Die antirevisionistische Grundhaltung der Partei lehnt sich an der von Hardial Bains geführten Communist Party of Canada (Marxist–Leninist) an. Bains war ein Mitinitiator der Parteigründung in Großbritannien als auch in anderen englischsprachigen Ländern.
Die Partei unterstützte den Brexit beim Referendum 2016.

## Wahlteilnahmen
1973 stellte die Partei zwei Kandidaten bei Nachwahlen im Parlament auf und kandidierte 1974 bei den Parlamentswahlen im Februar und Oktober. Ihr bestes Ergebnis dabei waren 612 Stimmen (1,2 %) im Wahlkreis Portsmouth-South.
Im Jahr 2004 erklärte die Partei ihre Wahlunterstützung für die Respect – The Unity Coalition.
Bei den Wahlen zum Unterhaus 2001, 2005 und 2010 trat ein Mitglied der Partei jeweils als ein unabhängiger Kandidat in nordenglischen Wahlkreisen an.

## Internationale Beziehungen
Die Partei setzt sich aktiv für die Solidarität mit Nordkorea ein.

## Verhältnis zu anderen Kommunistischen Parteien
Sie unterhält gute Beziehungen zu der 1977 gegründeten New Communist Party of Britain sowie enge Beziehungen mit der Communist Party of Canada (Marxist–Leninist).